# Pavle Davidović
Pavle Davidović, avstrijski general, * 1737, † 1814.